# Pennatula naresi
Pennatula naresi is een Pennatulaceasoort uit de familie van de Pennatulidae. De wetenschappelijke naam van de soort is voor het eerst geldig gepubliceerd in 1880 door Albert von Kölliker. De soort werd ontdekt tijdens de Challenger-expeditie (1872-1876).